# Ліптовська Кокава
Ліптовська Кокава (словац. Liptovská Kokava) — село, громада округу Ліптовський Мікулаш, Жилінський край, регіон Ліптов. Кадастрова площа громади — 19,88 км².
Населення 965 осіб (станом на 31 грудня 2018 року).

## Географія
Протікає річка Доваловець.

## Історія
Ліптовська Кокава згадується 1469 року.

## Населення
| Рік:            | 1994. | 2004.    | 2014.   | 2024.   |
| --------------- | ----- | -------- | ------- | ------- |
| Кількість осіб: | 1175  | 1054     | 959     | 882     |
| Різниця:        |       | -10,29 % | -9,01 % | -8,02 % |

| Рік:            | 2023. | 2024.   |
| --------------- | ----- | ------- |
| Кількість осіб: | 901   | 882     |
| Різниця:        |       | -2,10 % |